# Pere Vesa Fillart
Pere Vesa Fillart (Seu d'Urgell (Alt Urgell), 10 de juliol, 1852 - [...?], juliol de 1915), fou catedràtic i orientalista català.
Va ser catedràtic d'història crítica de la literatura espanyola i de llengües orientals a la Universitat de l'Havana, on va explicar 11 cursos d'àrab, 6 de llengua grega i 4 de sànscrit: aquests dos últims, sobretot, li van donar molta fama, i potser dir-se que van ser freqüentats per alumnes de tota Amèrica. Coneixia també altres llengües d'orient: hebreu, caldeu i siríac, i sovint era consultat per orientalistes estrangers. Al mateix temps es va distingir com a humanista, com a literat i com a filòsof, i va mostrar sempre molta admiració pel seu mestre Marcelino Menéndez Pelayo.
Ardent patriota, durant l'última guerra colonial va obtenir pels seus serveis el grau de comandant de voluntaris espanyols i diverses creus, havent-se distingit a l'acció de Jaruco, en unió d'un germà seu el metge i coronel Antoni. Perduda Cuba per a Espanya, no va voler reconèixer el nou estat de coses, i malgrat les promeses que se li van fer, va demanar la repatriació; llavors va ser agregat al quadre de professors de la facultat de filosofia i lletres de la Universitat de Barcelona, on només va poder explicar la seva càtedra quatre anys per manca de salut.
De caràcter summament afable i poc amic d'apassionades polèmiques, es pot afirmar que va ser molt estimat de tots els que el van tractar. Va ser, a més, exemple de ciutadans en el compliment del deure. Finalment, totes aquestes virtuts va unir la qualitat de ser profundament religiós i model d'austeritat cristiana. De la seva religiositat en donen idea les obres de caràcter místic que va compondre, molt apreciades per eminents teòlegs, i entre aquestes és la més important la que porta per títol La Verge Mare. Va escriure, a més, nombrosos articles que es van publicar a diversos diaris d'Espanya i Amèrica, i interessants monografies sobre assumptes filosòfics, que van veure igualment la llum pública.